# Florian Stablewski
Florian Stablewski herbu Oksza (ur. 16 października 1841 we Wschowie, zm. 24 listopada 1906 w Poznaniu) – polski duchowny rzymskokatolicki, poseł do sejmu pruskiego w latach 1876–1891, arcybiskup metropolita gnieźnieński i poznański oraz prymas Polski w latach 1891–1906.

## Życiorys
Był synem byłego żołnierza napoleońskiego, zubożałego szlachcica Onufrego Stablewskiego herbu Oksza i Emilii z Kurowskich. Kształcił się w Gimnazjum św. Marii Magdaleny w Poznaniu i w gimnazjum w Trzemesznie (ukończył w 1861). W latach 1861–1863 studiował w seminarium duchownym w Poznaniu, następnie na uniwersytecie w Monachium. W 1866 obronił doktorat z teologii i w Gnieźnie przyjął święcenia kapłańskie.
Pracował jako duszpasterz w Wielichowie, Tarnowie Podgórnym oraz w Śremie, gdzie był także katechetą i nauczycielem języka hebrajskiego w gimnazjum. Został usunięty z pracy w 1873 po odmowie podporządkowania się zarządzeniu wykładania religii w języku niemieckim. Objął wówczas funkcję proboszcza we Wrześni, gdzie działał jednocześnie w towarzystwach rzemieślniczych, przemysłowych i rolniczych. Wspierał też szeroko pojętą działalność kulturalną. Organizował bank ludowy w Śremie. W latach 1876–1891 sprawował mandat poselski w sejmie pruskim i działał w Kole Polskim, występując m.in. na rzecz zachowania języka polskiego jako wykładowego w szkolnictwie. Kapelan konwentualny maltański ad honorem (w zakonie po 1867).
14 grudnia 1891 został mianowany arcybiskupem metropolitą gnieźnieńskim i poznańskim (z tytułem prymasa Polski). 13 stycznia 1892 objął archidiecezję, a 17 stycznia przyjął sakrę biskupią. W działalności na stolicy biskupiej, niezależnie od skomplikowanej sytuacji wewnętrznej, na pierwsze miejsce wysuwał sprawy Kościoła. Propagował w archidiecezji tzw. ruch patronacki, przedstawiony w encyklice Rerum novarum papieża Leona XIII. Założył pismo „Przewodnik Katolicki” oraz Drukarnię i Księgarnię św. Wojciecha w Poznaniu. Poszukiwał kompromisu w kwestii polskich spraw narodowościowych, w okresie strajków szkolnych (1901–1904, 1906) łagodził napięcia petycjami do cesarza niemieckiego. Jednocześnie ugodowość wobec zaborcy naraziła go na krytykę części społeczeństwa (m.in. skupionego wokół pism „Orędownik” i „Postęp”). Był przeciwny polonizacji (dokonywanej przez działaczy z zaboru pruskiego) Górnoślązaków w Rzeszy. Był członkiem honorowym Poznańskiego Towarzystwa Przyjaciół Nauk.
Został pochowany w katedrze poznańskiej.

## W kulturze
Jest jednym z bohaterów polskiego serialu historycznego Najdłuższa wojna nowoczesnej Europy w reżyserii Jerzego Sztwiertni. Odtwórcą jego roli był Andrzej Piszczatowski.